# توميسلاف إيفكوفيتش
توميسلاف إيفكوفيتش، من مواليد 11 أغسطس 1960، لاعب كرة قدم يوغسلافي سابق.
لعب مع منتخب يوغسلافيا لكرة القدم.

## المسيرة الاحترافية

### أندية لعب لها
- نادي دينامو زغرب
- النجم الأحمر بلغراد
- نادي فينر
- نادي جينك
- سبورتينغ لشبونة
- إشتوريل برايا
- نادي فيتوريا سيتوبال
- نادي بيلينينسش

## روابط خارجية
- توميسلاف إيفكوفيتش على موقع الاتحاد الدولي (مؤرشف)  (الإنجليزية)
- توميسلاف إيفكوفيتش على موقع قاعدة بيانات كرة القدم.إي يو (الإنجليزية)
- توميسلاف إيفكوفيتش على موقع ناشيونال فوتبول تيمز (الإنجليزية)
- توميسلاف إيفكوفيتش على موقع Soccerway.com (الإنجليزية)
- توميسلاف إيفكوفيتش على موقع عالم كرة القدم.نت (الإنجليزية)
- توميسلاف إيفكوفيتش على موقع أوليمبيديا (الإنجليزية)